# Nom basque

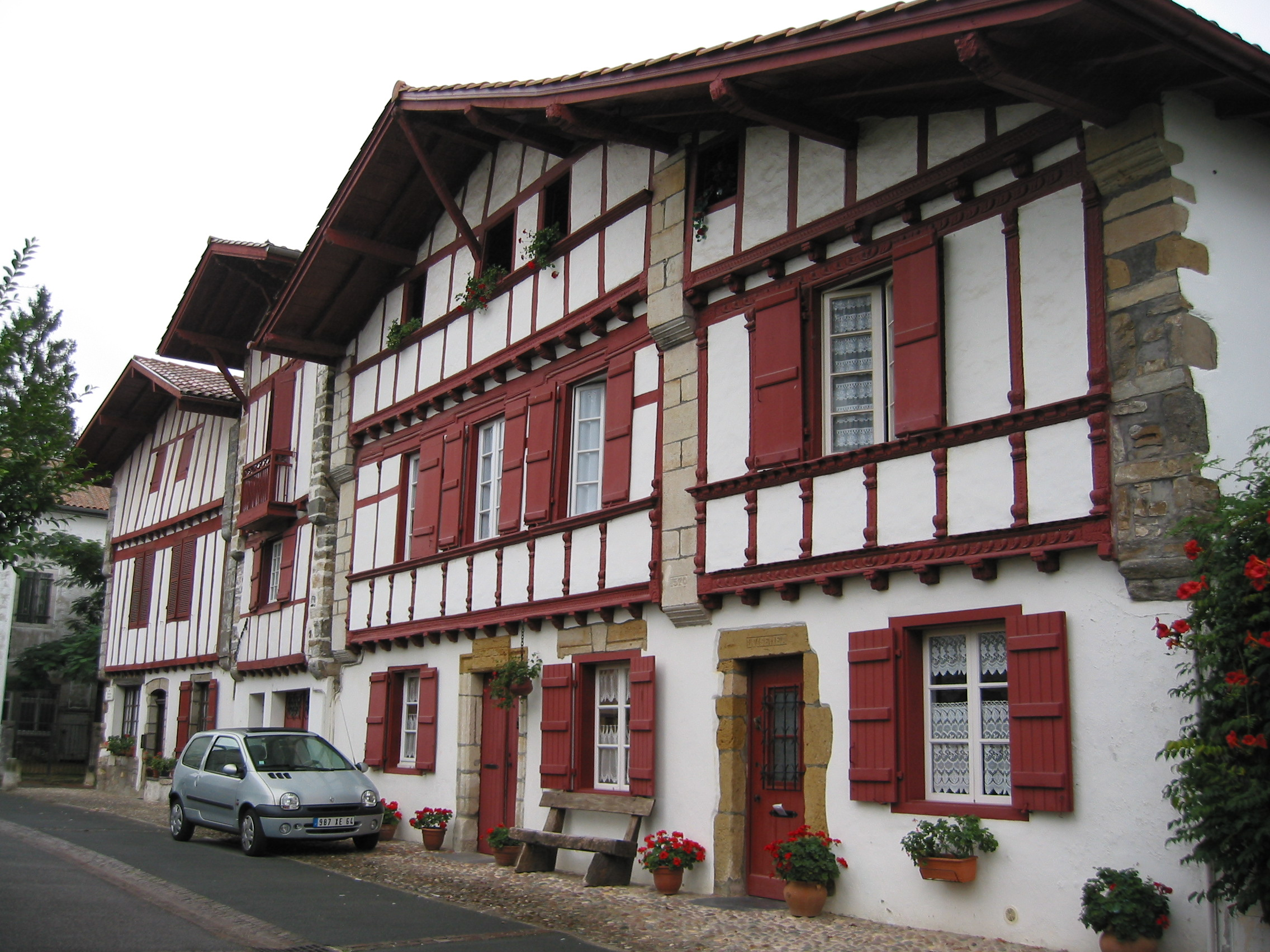
Une etxe basque à Ustaritz.

Les noms basques « constituent le plus ancien témoignage de la langue basque » et font pour la plupart référence au nom de la maison basque, l’etxe, unité de base de la famille basque et aux patronymes basques. On les retrouve aujourd’hui sur le territoire du Pays basque, dans toute l’Espagne et la France, dans certaines parties de l’ancien empire colonial espagnol (Amérique du sud, Amérique centrale, Caraïbes et Philippines) et aux États-Unis.

## Histoire

### Antiquité
Pour retrouver la première mention de noms basques, il faut se référer aux inscriptions en latin de noms aquitains datant de l’époque de la Conquête romaine de la péninsule Ibérique et de la guerre des Gaules. On les retrouve sur des inscriptions lapidaires funéraires ou honorifiques. C’est au nord des Pyrénées que le plus grand nombre de ces inscriptions se trouve. Ces inscriptions ont été découvertes en dehors de l’aire bascophone actuelle dans quasiment toute l’Aquitaine antique, en particulier dans les vallées pyrénéennes de Luchon, d’Aure, du Salat et du Val d’Aran. Seules deux pierres datant de cette époque ont été découvertes dans le Pays basque français contemporain à Hasparren et Tardets.
Au sud des Pyrénées, les inscriptions contenant des noms basques sont beaucoup plus rares et pour certaines se retrouvent encore une fois au-delà de l’aire linguistique basque actuelle. On peut notamment citer les noms de Attia, Illuna, Helasse, Aituneo, Lubtelscottio en Alava et L.sanharis dans la province de Saragosse.
Une inscription datant de 89 av. J.-C. et retrouvée à Rome en 1908, appelée le Bronze d'Ascoli contient majoritairement le nom de cavaliers ibères qui ont aidé le général romain Gnaeus Pompeius Strabo pendant la guerre sociale. Quelques noms basques figurent aussi sur ce bronze. Ces noms seraient Enneges, Agerdo, Agirnes, Arranes, Arbiscar et Umarbeles.
Les noms basques de l’Antiquité figurant sur ces inscriptions sont composés d’une racine basque et d’un suffixe latin. Par exemple, Enneconis est un nom basque latinisé : il s’agit du nom Eneko auquel a été rajouté le génitif latin se terminant en -is, donnant aussi Enekoitz. Les racines en question sont comprises comme décrivant soit un lien de parenté, le sexe ou l’âge, comme nombre de noms basques du Moyen Âge. Ils peuvent aussi représenter des animaux (Hars, Asto), des divinités, des nombres (Laur, Bors), des couleurs (Belex, Gorr) des parties du corps, des arbres (Artahe) ou des adjectifs (berri, handi, il(h)un). Comme les noms basques contemporains, ces noms peuvent être combinés entre eux.
Exemples de racines : Andere, Andosso, Attaco, Belex, Bihox, Cison, Enne, Ilun, Losa, Nescato, Sahar, Sembe, Seni, Umme, Uri.

### Moyen Âge
La langue basque médiévale suit ce schéma linguistique visant à décrire soit les traits physiques, les liens familiaux ou l’origine géographique dans le nom de la personne. Par exemple, Eneko (en espagnol Iñigo) serait l’hypocoristique d’un nom donné par la mère à son enfant, ce qui correspondrait à mon petit. Le nom original d’Ignace de Loyola, le fondateur des jésuites était Eneko ; ce dernier signait ses lettres en latin par Ennecus.
Le nom contemporain espagnol "Jiménez" tirant son origine du nom médiéval "Xemenis" (ou toute autre variante orthographique) pourrait tirer son origine de la racine seme, le fils tout comme le nom Sembeconni en aquitain. García, l’un des noms espagnols les plus courants serait à l’origine un prénom basque "gartzia", signifiant le jeune.
Au Moyen Âge, un animal totémique pouvait souvent servir à résumer dans un prénom ou un nom les caractéristiques d’une personne. Ochoa était par exemple la version basque du prénom Lope, nom qui existe encore aujourd’hui comme nom de famille sous la forme de Lopez. Velasco a suivi la même trajectoire : ce nom proviendrait du basque ‘’belasko’’, signifiant ‘petit corbeau’. Aznar lui était un nom médiéval basque, gascon et espagnol et proviendrait de l’ancien basque azenari, le renard ou bien du latin asinarius, l’ânier.
Les habitants de l’Alava et de l’ouest de la Navarre ont suivi une formule particulière. Ils composaient leur nom de famille en insérant d’abord un nom en espagnol (d’habitude un patronyme), rajoutaient ‘’de’’ et complétaient leur nom par leur village d’origine :Fernández de Larrinoa, Ruiz de Gauna ou López de Luzuriaga – ‘’de’’ signifie simplement l’origine et n’implique aucune origine nobiliaire). De telles formes sont attestées dès 1053.
Dans le Labourd et la Navarre du XIIIe siècle, les prénoms basques sont suivis d’un nom indiquant l’origine géographique de la personne. Dans les villages non côtiers, le prénom est suivi du nom de la maison, véritable « nom de famille et d'état-civil ». Cette pratique de nommer les personnes d’après leur maison, l’etxe est longtemps restée l’une des caractéristiques majeures de l’onomastique basque.
Les hommes portent souvent un double-prénom parfois suivi d’un surnom. Le deuxième prénom semble indiquer le prénom paternel ou patronymique. Les femmes quant à elles ne semblent porter qu’un seul prénom. Ce phénomène se retrouve dans la basse-Navarre et la Soule du XIVe siècle où les deux prénoms les plus utilisés sont Pes et Arnalt. Le génitif latin accolé au second prénom signifierait fils de. Cet usage du double prénom disparait au XVe siècle.

### Époque moderne
La pratique basque de nommer une personne d’après ses caractéristiques individuelles prend fin au XVIe siècle au moment où l’Église catholique entreprend de christianiser les pratiques qui ne correspondent pas à son orthodoxie. Ce phénomène est lent mais peu à peu, les prénoms chrétiens déjà présents au Moyen Âge supplantent les prénoms basques.
Ce sont désormais les prénoms chrétiens employés par les langues latines qui s’imposent. Le registre de baptême de l’église de Saint-Jean-de-Luz au XVIIe contient des prénoms chrétiens adaptés à la langue basque : Betry/Petry pour Pierre ou encore Joannis/Juanis pour Jean. Par exemple, dans le cas de Joannis on voit le prénom hébreu, Yochanan passer par le grec Ioannes, puis par le latin Iohannes pour donner en basque Joannis.
C’est entre le XIIe siècle et le XVIe siècle que la plupart des sociétés européennes adopte le double système de prénoms et noms. C’est à cette époque que se figent les noms de famille qui n’en viennent presque plus qu’à designer les lieux (Luzuriaga, étendue de terre blanche) ou l’origine des parents (Marinelarena, fils de marin). La langue basque disparait donc peu à peu des prénoms pour se retrouver uniquement dans les noms de famille.

## Anthroponymie politique de 1789 à nos jours
L’époque contemporaine est l’époque de l’unification orthographique des noms de famille basque mais celle aussi d’une basquisation des prénoms. Les noms basques ont donc fluctué entre l’idéologie républicaine issue de la Révolution française et celle du nationalisme basque. En France et surtout en Espagne, les noms basques sont devenus un enjeu politique et identitaire.

### De la Révolution française au nationalisme basque
Au Moyen Âge, les noms basques étaient écrits en règle générale selon les conventions orthographiques des langues latines écrites à l’époque, le castillan et le français. Le basque ne disposant pas d’alphabet propre, les premières traces d’écriture en basque avec l’alphabet latin remontent aux Glosas Emilianenses des Xe – XIe siècles.
Pendant cette période, les langues latines peinent à retranscrire les noms basques et les écrivent de nombreuses manières. Les différences orthographiques proviennent du nombre relativement grand de sifflantes en basque. Leur transcription est rendu particulièrement difficile à cause des conventions orthographiques du français. L’orthographe en français des noms basques tend à ne pas donner leur exacte prononciation. Par ailleurs, les noms basques français commençant par une voyelle se sont vus compléter par un ‘’d’’ initial provenant de la préposition française d’ ou de (Duhalt < de + uhalte (‘des environs de la rivière’), Dotchandabarats < de + otxandabaratz (‘du verger de la louve'), Delouart < del + uharte (d'entre les rivières’).
En France, la Révolution française fixe l’orthographe des noms de famille avec la création de l’État Civil laïque en 1792. La particule apparue précédemment tend à disparaitre pour enlever toute appartenance à la noblesse. En Espagne, la Ley de Matrimonio Civil y del Registro Civil de 1870 crée aussi un État Civil laïque. L’état civil des deux pays se distingue par l’imposition de règles phonétiques françaises ou espagnoles aux noms basques. La prononciation exacte des noms basques disparait donc au profit d’une prononciation à la française ou à l’espagnole. Pour des raisons idéologiques républicaines issues de la Révolution française, les orthographes françaises et espagnoles s’imposent donc au Pays basque.
C’est le nationalisme basque de la fin du XIXe siècle qui bouleverse la donne. Au début du nationalisme basque, certains nationalistes suivirent l’usage introduit par Sabino Arana. Le fondateur du nationalisme basque exigeait de ses partisans un certain nombre de noms basques pour rejeter ceux qu’il considérait d’origine mixte et non de la race basque selon les mots de ce dernier. Pour des raisons idéologiques, ce dernier avait en effet décidé que les noms basques devaient être suivis du suffixe ethnonymique -tar et devaient inverser l’ordre prénom-nom. Sabino Arana Goiri se présentait donc comme Arana ta Goiri’tar Sabin. Même si un certain nombre de ses partisans du PNV adoptèrent cet usage, il tomba rapidement en désuétude.

### L’anthroponymie politique et identitaire auxXXeetXXIesiècles
Depuis l’introduction du basque standard et des conventions orthographiques basques, le nombre de variantes a commencé à diminuer. Après la chute du franquisme en Espagne, l’orthographe s’est adaptée à la signification du nom en basque et s’est déconnectée des conventions orthographiques des autres langues. Par exemple, une personne nommée Echepare avant 1978 peut avoir des enfants nommés Etxepare selon les conventions orthographiques basques. Le changement orthographique du nom peut alors être compris comme un geste politique et identitaire ou simplement plus fidèle à la prononciation originale. Mais quel est le véritable sens d’ « original » ?
Si le nationalisme basque a donc eu une influence sur l’orthographe des noms basques, ce sont les prénoms qui ont connu le plus grand nombre de changements. Pour justifier un retour aux origines basques, Sabino Arana et Luis Eleizalde publient une liste de prénoms de saints basques en 1910 : le Deun-Ixendegi Euzkotarra. Certains de ces prénoms comme Iker sont des néologismes et correspondent a une volonté de revenir aux origines basques sans référence au castillan ni au français. Donner un prénom basque devient donc un acte politique. En Espagne, les autorités religieuses et publiques interdisent l’usage de ces prénoms jusqu’en 1978. Seul l’intermède de la Seconde République autorise les prénoms basques entre 1932 et 1938.
En 1972, Jose-Maria Satrustegi publie une nomenclature de prénoms basques intitulée Euskal Izendegia. Nomenclátor Onamástico Vasco. Cet ouvrage tire son inspiration des noms du Moyen Âge, de la mythologie, de la littérature (Aitor, Amaia). Les différents sanctuaires chrétiens dédiés à la Vierge Marie au Pays Basque deviennent aussi dans cette nomenclature des prénoms féminins : Ainhoa, Irati, Idoia, Isazkun). Cette nomenclature intègre des éléments provenant de Sabino Arana et connait un succès important surtout en Espagne ou le choix du prénom est avant tout un acte politique et/ou identitaire.

## Orthographe
| Basque moderne | Orthographe espagnole | Orthographe française            |
| -------------- | --------------------- | -------------------------------- |
| Zubiri         | Zubiri                | Çubiry                           |
| Elizalde       | Elizalde              | Elissalde/Delissalde             |
| Etxeberria     | Echeverría            | Echeverri/Etcheverry/Detcheverry |
| Etxepare       | Echepare              | Etchepare/Detchepare             |
| Ezkibel        | Esquivel              | Esquibel                         |
| Intxausti      | Inchausti             | Ynchausty                        |

## Conventions
Comme les noms basques pouvaient être très longs, la famille pouvait être connue sous la forme d’un surnom. Le nom de famille basque le plus long est Burionagonatotorecagageazcoechea ; un employé du Ministère des finances de Madrid portait ce nom en 1867.
La situation linguistique au Pays basque français comme espagnol a longtemps été un exemple de diglossie. Pour des raisons culturelles et idéologiques, la langue basque était perçue comme inférieure aux deux langues latines, le français et le castillan. Dans ce cas précis, de nombreuses personnes pouvaient recevoir un prénom chrétien en français ou en castillan mais pouvaient être appelées par la version basque du même prénom.
Ainsi, une personne pouvait être connue pour l’état civil par son prénom français ou castillan suivi de son nom de famille basque écrit selon les conventions orthographiques des deux mêmes langues latines. Localement, cette même personne pouvait être connue de toute autre façon par sa famille ou ses connaissances qui le nommaient d’après son prénom chrétien basque et son surnom.
Au XXIe siècle, les Basques espagnols portent légalement un double nom, le premier étant le premier nom de famille de leur père et le second le premier nom de famille de leur mère. Les Basques français ne portent légalement que le nom de leur père suivant la loi en vigueur en France.

## Catégories et formation des noms
La majorité des noms basques actuels se divise en deux catégories :
- un nom décrivant la maison de famille, l’etxe, décrivant soit la position relative de la maison soit l’usage du bâtiment. Par exemple, le nom Hiribarren, littéralement  centre-ville, fait référence à la position d’une maison au centre-ville ;
- le premier propriétaire de la maison (souvent un homme). Ces noms de familles sont relativement récents[5]. Par exemple, Martikorena signifie "la maison de Martiko", Martiko étant un hypocoristique navarrais pour Martin. 'Mikelena lui veut dire "appartenant à Michel".

Les noms de famille de ces deux catégories sont formés en utilisant des noms, des adjectifs et un certain nombre de suffixes comme le suffixe absolutif en -a, le suffixe relationnel -ko et le génitif en -ren.
Les exemples suivants font référence à la maison de famille, l’etxe :
| Nom de famille  | Éléments                                                                       | Signification                               |
| Arrigorriagakoa | (h)arri "pierre" + gorri "rouge" + aga "étendue de" + -ko "de" + -a "le/la/l’" | la personne de l’étendue des pierres rouges |
| Aroztegi        | (h)arotz "forgeron" + -tegi "endroit"                                          | la forge                                    |
| Bidarte         | bide "chemin" + arte "entre"                                                   | entre les chemins                           |
| Bolibar         | bolu "moulin" + ibar "vallée"                                                  | moulin de la vallée                         |
| Elizondo        | eliza "église" + ondo "près de"                                                | près de l’église                            |
| Etxandi         | ’‘etxe’’ "maison" + handi "grand(e)"                                           | grande maison                               |
| Etxarte         | ’‘etxe’’ "maison" + arte "entre"                                               | maison du milieu                            |
| Etxeberri       | ’‘etxe’’ "maison" + berri "nouveau"                                            | nouvelle maison                             |
| Goikoetxe       | goi "haut(e)" + ‘‘etxe’’ "maison"                                              | haute maison                                |
| Ibaiguren       | ibai "rivière" + guren "bord"                                                  | du bord de la rivière                       |
| Ibarra          | ibar                                                                           | la vallée                                   |
| Loiola          | lohi "boue" + -ola "cabane"                                                    | la cabane de boue                           |
| Mendiluze       | mendi "montagne" + luze "long(ue)"                                             | la longue montagne                          |
| Mendoza         | mendi "montagne" + hotza "froid"                                               | la montagne froide                          |
| Urberoaga       | ur "eau" + bero "chaud(e)" + -aga "place of"                                   | l’endroit des eaux chaudes                  |
| Zabala          | zabal "large"                                                                  | la personne large                           |
| Zubiondo        | zubi "pont" + ondo "près de"                                                   | près du pont                                |

Les racines et suffixes suivants sont récurrents :
| Orthographe moderne | Signification                                                | Anciennes orthographes              |
| ------------------- | ------------------------------------------------------------ | ----------------------------------- |
| -aga                | lieu, étendue                                                |                                     |
| agirre              | proéminence                                                  | aguirre                             |
| -alde               | côté                                                         | alde                                |
| -arte               | entre                                                        | art                                 |
| aurre(a)            | devant, en face de                                           |                                     |
| barren(a)           | à l’intérieur de, le plus bas. Va souvent de pair avec goien |                                     |
| behe                | en bas de                                                    | be, ve                              |
| berri(a)            | nouveau                                                      | berry, varri, verría, verry         |
| bide(a)             | chemin                                                       | vida, vide                          |
| buru                | sommet, bout                                                 | bure                                |
| garai(a)            | haut                                                         | garay                               |
| goi                 | haut                                                         | goy                                 |
| eliza               | église                                                       | eliç(e), elic(e), eliss, elex, elej |
| -eta                | abondance de                                                 | ette                                |
| etxe(a)             | maison                                                       | ech, eche, etche                    |
| gorri(a)            | rouge                                                        | corri, gourry                       |
| (h)aritz(a)         | chêne                                                        | áriz, harits                        |
| (h)arri(a)          | pierre                                                       | harri, harry                        |
| iturri              | source                                                       |                                     |
| mendi(a)            | montagne                                                     | mendy                               |
| -ola                | cabane                                                       | olha                                |
| -ondo               | près de                                                      | onde                                |
| sagar(ra)           | pomme                                                        |                                     |
| -tegi               | toit, maison, atelier                                        | tegui                               |
| -(t)za              | abondance                                                    |                                     |
| urru(ti)            | loin, derrière                                               |                                     |
| zabal(a)            | large                                                        | çabal, zábal, zaval                 |
| -zahar(ra)          | vieux                                                        | zar, zaar                           |

## Répartition géographique des noms basques
La diaspora basque ou la huitième province est un nom donné pour décrire la dispersion des Basques dans le monde entier.  Malgré leurs différentes orthographes, les noms basques sont relativement aisés à identifier à cause de la fréquence de certains éléments et suffixes. En dehors du Pays basque, les noms basques se retrouvent en Espagne et France, dans l’ancien empire colonial espagnol (Amérique du Sud, Amérique centrale, Caraïbes et Philippines) et aussi dans certaines parties des États-Unis comme l’Idaho où de nombreux Basques ont émigré. 
Il arrive tout particulièrement en Amérique du Sud ou aux Antilles, que des personnes portent un nom basque à cause de propriétaires terriens d’origine basque qui, durant la période coloniale, ont transmis leur nom à leurs serviteurs et esclaves.
On attribue généralement cette phrase à Miguel de Unamuno : « la Compagnie de Jésus et la République du Chili sont les deux haut-faits du peuple basque».